# PSU South/SW 6th & College Street és PSU South/SW 5th & Jackson Street megállóhelyek
PSU South/SW 6th & College Street és PSU South/SW 5th & Jackson Street megállóhelyek a Metropolitan Area Express megállói az Oregon állambeli Portlandben, a Portlandi Állami Egyetem és a Portland Transit Mall közelében; előbbi a zöld és sárga vonalak déli-, utóbbi pedig a narancssárga vonal északi végállomása. A peronokat 2012. szeptember 2-án nyitották meg.
A megállóban a belváros irányába haladó narancssárga vonatok menetrend szerint a sárga vonalra szerelnek át.

## Történet
Habár a vonatok 2009. augusztus 30-ától már jártak, a megállók még nem épültek meg, mivel a TriMet és az egyetem vezetősége a terület hasznosításáról tárgyaltak; a megbeszélések eredményeképp 2010 novemberében 16 szintes kollégium építésébe kezdtek, amely 2012-re készült el. A Portland Transit Mall elkészülte utáni első három évben, 2009-től 2012-ig a zöld és sárga vonalak déli végállomásaként PSU Urban Center/Southwest 6th & Montgomery Street és PSU Urban Center/Southwest 5th & Mill Street megállóhelyek szolgáltak.

## Elhelyezkedése
Az ötödik és hatodik sugárutakon elterülő megállók szélső peronosak, a vonatokra a járdáról lehet felszállni; előbbinél a déli-, utóbbinál pedig az északi irányú járatok állnak meg. Mindkét peron egy teljes utcasarkot foglal el a Jackson és College utcák között; a megállók nevüket a menetirány szerint előttük futó keresztutcáról kapták.
A narancssárga vonal szerelvényei innen továbbközlekednek, a többi járatról leszállítják az utasokat; a zöld és sárga vonatok ezután a hatodik sugárútról az ötödikre fordulnak vissza; itt a Library/Southwest 9th Avenue és Galleria/Southwest 10th Avenue megállóhelyekhez hasonlóan három hurokvágány volt, de a narancssárga vonal kialakításakor az egyiket elbontották.
| Előző állomás                                |                                                         | Metropolitan Area Express |  | Következő állomás                                                                   |
| -------------------------------------------- | ------------------------------------------------------- | ------------------------- |  | ----------------------------------------------------------------------------------- |
| végállomás                                   |                                                         | Zöld vonal                |  | PSU Urban Center/SW 6th & Montgomery Sttovább Clackamas Town Center pályaudvar felé |
| végállomás                                   | PSU Urban Center/SW 5th & Mill Stcsak az egyik irányban | Zöld vonal                |  |                                                                                     |
| végállomás                                   |                                                         | Sárga vonal               |  | PSU Urban Center/SW 6th & Montgomery Sttovább Expo Center felé                      |
| Lincoln St/SW 3rd Avetovább SE Park Ave felé |                                                         | Narancssárga vonal        |  | végállomás                                                                          |
| Lincoln St/SW 3rd Avetovább SE Park Ave felé | PSU Urban Center/SW 5th & Mill Stcsak az egyik irányban | Narancssárga vonal        |  |                                                                                     |

## Fordítás
- Ez a szócikk részben vagy egészben  a   PSU South MAX station című angol Wikipédia-szócikk ezen változatának fordításán alapul.  Az eredeti cikk szerkesztőit annak laptörténete sorolja fel. Ez a jelzés csupán a megfogalmazás eredetét és a szerzői jogokat jelzi, nem szolgál a cikkben szereplő információk forrásmegjelöléseként.